# William Thomas Tutte
William Thomas Tutte (Newmarket, 14 maggio 1917 – Kitchener, 2 maggio 2002) è stato un matematico e crittografo britannico naturalizzato canadese.
Durante la seconda guerra mondiale egli riuscì a penetrare in uno dei maggiori sistemi di cifratura tedeschi, risultato che ebbe una significativa influenza sullo sbarco nel continente europeo da parte degli Alleati. William Tutte inoltre ottenne un notevole numero di risultati matematici significativi, tra i quali alcuni fra i risultati fondamentali per la matematica combinatoria e la teoria dei grafi. Successivamente egli assunse la cittadinanza canadese.

## Biografia
Figlio di un giardiniere, a 18 anni iniziò a studiare chimica al Trinity College della University of Cambridge. Da studente lavorò sul problema della quadratura del quadrato. Con i compagni di studi R. Leonard Brooks, Arthur Harold Stone e Cedric Smith coniò lo pseudonimo Blanche Descartes, con cui pubblicarono numerosi lavori. Anche in seguito, Tutte continuò a sostenere che Blanche fosse una persona reale, e pubblicò articoli sotto quel nome.
Allo scoppio della seconda guerra mondiale il suo tutore gli suggerì di iscriversi alla Government Code and Cipher School (Scuola di Stato per la crittografia), cosa che egli fece nel maggio del 1941. William Tutte lavorò a Bletchley Park come decifratore. Egli riuscì a ricostruire la struttura della macchina cifratrice Lorenz SZ 40/42 (nome in codice Tunny) che era utilizzata per la trasmissione di messaggi fra le autorità militari tedesche di alto livello gerarchico, utilizzando solo un lungo messaggio, trasmesso due volte ed intercettato da un centro di ascolto radio inglese. Le sue deduzioni consentirono anche la costruzione della macchina decifratrice Colossus, appositamente realizzata per la decifratura dei messaggi trasmessi con il sistema Lorenz.
Nel 1948 William ottenne il dottorato in matematica a Cambridge sotto la supervisione di Shaun Wylie che aveva anch'egli lavorato a Bletchley Park su Tunny.
Dal 1948 al 1962 egli insegnò matematica all'Università di Toronto.
Gran parte del suo lavoro successivo si svolse all'Università di Waterloo a Waterloo in Canada, presso la quale si stabilì nel 1965 e dove rimase fino al 1985. Egli fu determinante nella fondazione del Dipartimento di Combinatoria ed Ottimizzazione presso quella Università.
La sua carriera di matematico si è concentrata sulla matematica combinatoria e in particolare sulla teoria dei grafi, per la quale egli è considerato come colui che più ha contribuito a organizzarla nella sua forma moderna, e sulla teoria delle matroidi, alla quale ha dato profondi contributi. Egli fu l'editor in chief del periodico The Journal of Combinatorial Theory alla sua nascita e fece parte dei comitati redazionali di parecchi altri periodici della ricerca matematica.
Tra i suoi risultati nella teoria dei grafi vi sono:
- la struttura dello spazio dei cicli e dello spazio dei tagli,
- l'estensione degli accoppiamenti massimi e l'esistenza del k-fattore nei grafi,
- l'esistenza dei cammini hamiltoniani e dei grafi non-hamiltoniani.

Egli confutò la Tait's conjecture utilizzando la teoria nota come Tutte's fragment.  La dimostrazione finale del teorema dei quattro colori utilizza uno dei suoi primi lavori. Il grafo polinomiale che egli chiamò il "dicromato" è divenuto famoso ed importante con il nome di Tutte polynomial, e serve quale prototipo di invarianti combinatorie che sono comuni a tutte le invarianti che soddisfano una specifica legge di riduzione.
Nella teoria delle matroidi William Tutte scoprì il sofisticato teorema di omotopia e diede inizio allo studio dei gruppi catena e delle matroidi regolari, raggiungendo alcuni importanti risultati.
Egli fu socio della Royal Society di Londra e della Royal Society of Canada.